# Iglesia de San Martín Sescorts

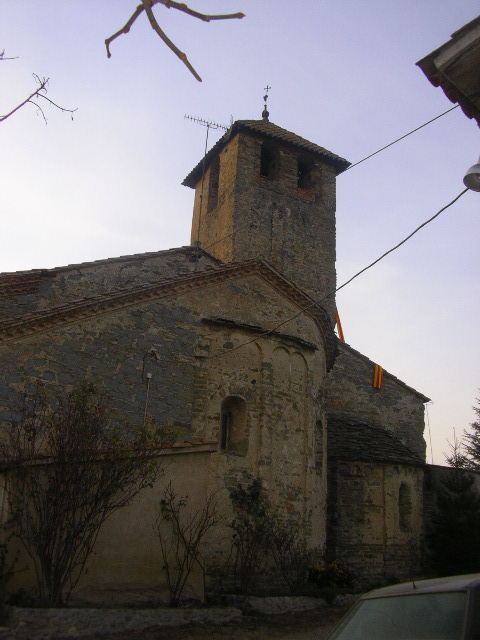
Iglesia de San Martín Sescorts.

La iglesia de San Martín Sescorts está situada en el núcleo de población del mismo nombre, perteneciente al término de Santa María de Corcó en la comarca catalana de Osona (España).

## Historia
Aparece documentada en el año 934 cuando pertenecía al término de la ciudad de Roda, pasando posteriormente a formar parte del castillo de Manlleu. Consta en un listado de parroquias del obispado de Vich entre los años 1025-1050 como iglesia parroquial con el nombre de San Martín de Cotis. Cuando fue renovada en el año 1068, consagró el nuevo edificio el obispo Guillem de Balsareny de Vich. Quedó vinculada al monasterio de Santa María de Manlleu en el siglo XII. Se hicieron reformas en los siglos XVI y XVIII.

## El edificio
Tiene planta de cruz latina de una nave, con tres ábsides y crucero. La nave está cubierta con bóveda de cañón, reforzada con tres arcos torales. En el ábside central hay cuatro hornacinas, no visibles exteriormente, que estaban decoradas con pinturas murales, descubiertas en el año 1909, y trasladadas en 1936 al Museo Episcopal de Vich. Representan escenas del pecado original como la expulsión de Adán y Eva del paraíso.
En la parte superior de la fornículas hay fragmentos de pinturas que representan la vida del titular de la iglesia San Martín de Tours: la curación de un ciego por parte del santo, San Martín partiéndose la capa con un pobre y alguna otra pintura con figuras humanas y de animales. Todas estas pinturas están datadas a finales del siglo XII o principios del siglo XIII y están muy relacionadas con las de las iglesias de San Salvador de Poliñá y las de Santa María de Barberá.
En el exterior se puede ver la decoración lombarda del ábside central. Son arcuaciones formando series de dos arcos entre lesenas y en la absidiola que se conserva de las dos originales; las series son de cuatro arquillos también separados por lesenas.
El campanario, de planta cuadrada y de unos 20 metros de altura, tiene una cubierta a cuatro aguas. Tres pisos con ventanas, algunas ciegas con arcos de medio punto.